# پلودرهاوزن
پلودرهاوزن (به آلمانی: Plüderhausen) یک شهر در آلمان است که در رمس-مور واقع شده‌است. پلودرهاوزن ۹٬۶۲۳ نفر جمعیت دارد.